# Montepuez
Montepuez je grad u Mozambiku, u sjevernoj pokrajini Cabo Delgado. Sjedište je istoimenog okruga. Nalazi se u unutrašnjosti pokrajine, 200 km zapadno od Pembe na Indijskom oceanu. Nadmorska mu je visina oko 500 mnm.
Nedaleko grada, na lokalitetu Namanhumbir, otkriveno je jedno od najvećih svjetskih nalazišta rubina.
Montepuez je 2007. imao 76.139 stanovnika.